# 16037 Sheehan
16037 Sheehan (1999 GX8) là một tiểu hành tinh nằm phía ngoài của vành đai chính được phát hiện ngày 10 tháng 4 năm 1999, by Edward Bowell, of Chương trình nghiên cứu đối tượng gần Trái Đất của đài thiên văn Lowell ở Anderson Mesa Station gần Flagstaff, Arizona. The asteroidđược đặt tên theo tên của William Sheehan (b. 1954), astronomy historian và psychiatrist.